# Dybowan
Dybowan (bułg. Дъбован) – wieś w Bułgarii, w obwodzie Plewen, w gminie Gulanci. Według danych szacunkowych Ujednoliconego Systemu Ewidencji Ludności oraz Usług Administracyjnych dla Ludności, 15 czerwca 2020 roku miejscowość liczyła 447 mieszkańców. Wieś położona jest nad prawym brzegiem Dunaju, na jego 620 kilometrze.